# Xabier Castillo
Xabier Castillo Aranburu (ur. 29 marca 1986 w miejscowości Durango na prowincji Vizcaya) – hiszpański piłkarz, który gra na pozycji lewego obrońcy.

## Kariera klubowa
Dorastał w Athletic Bilbao, jednak seniorski debiut zaliczył w Realu Sociedad. Pierwsze profesjonalne doświadczenie nabył na wypożyczeniu w UD Las Palmas w sezonie 2006-2007 w Segunda División. Po roku przeniósł się do Realu Sociedad, gdzie spędził dwa sezony z podstawowym składem.
16 lipca 2009 roku podpisał czteroletni kontrakt z Athletic Bilbao, gdzie występował w młodych latach. Debiut w pierwszej lidze zanotował 30 sierpnia 2009 roku w 1. kolejce nowego sezonu (wygrany 1-0 mecz przed własną publicznością z RCD Espanyolem).